# UltraSPARC T2
A Sun Microsystems UltraSPARC T2 mikroprocesszora egy többszálú, többmagos CPU. A SPARC család tagja, és az UltraSPARC T1 utódja. 
A csipet néha Niagara 2 kódnéven is emlegetik. A Victoria Falls az UltraSPARC T2 Plus továbbfejlesztett változat kódneve. A Sun 2007 októberében kezdte árulni a T2 processzoros szervereit.

## Az UltraSPARC T2 újabb jellemzői
A T2 az UltraSPARC mikroprocesszor-sorozat kereskedelmi származéka, amelyet internet és hálózati célú számítógépekben, tároló és egyéb hálózati eszközökben történő felhasználásra szántak. A processzor 65 nm-es csíkszélességgel készült, nyolc processzormagot tartalmaz, és mindegyik mag egyidejűleg nyolc szálat kezel. A processzor ezáltal legfeljebb 64 konkurens szálat kezelhet. További újdonságai:
- A szálak sebességét 1,6 GHz-re növelték (1,2 GHz-ről)
- Egy PCI Express port (x8 1.0) – a T1-beli JBus interfész helyett
- Két Sun Neptune 10 gigabites Ethernet port (beágyazva a T2 processzorba), csomagosztályozással és szűréssel
- A másodlagos gyorsítótár mérete 3 MiB-ról 4 MiB-re növekedett (8 bank, 16 utas asszociatív)
- Javított szálütemezés és utasítás-előbetöltés (a magasabb egyszálas teljesítmény érdekében)
- Két fixpontos ALU magonként, mindegyiket négy szál közösen használ
- Magonként egy lebegőpontos egység (egy helyett az egész csipen)
- Nyolc titkosító egység, mindegyik támogatja a DES, Triple DES, AES, RC4, SHA-1, SHA-256, MD5, RSA-2048, ECC, CRC32 algoritmusokat
- Hardveres véletlenszámgenerátor
- Négy kétcsatornás FBDIMM memóriavezérlő

## A mag futószalagja
A fixpontos műveletek futószalagja 8 fokozatú, a T1-beli 6 helyett.
| Processzor    | fokozatok | fokozatok   | fokozatok      | fokozatok | fokozatok   | fokozatok         | fokozatok | fokozatok  |
| ------------- | --------- | ----------- | -------------- | --------- | ----------- | ----------------- | --------- | ---------- |
| T1 futószalag | lehívás   | ------->    | szál választás | dekódolás | végrehajtás | memóriahozzáférés | ------->  | visszaírás |
| T2 futószalag | lehívás   | gyorsítótár | szál választás | dekódolás | végrehajtás | memóriahozzáférés | kikerülés | visszaírás |

## T2 rendszerek
A T2 processzor a Sun és a Fujitsu Computer Systems következő termékeiben található:
- Sun/Fujitsu/Fujitsu Siemens SPARC Enterprise T5120 és T5220 szerverek
- Sun Blade T6320 Server Module
- Sun Netra CP3260 Blade
- Sun Netra T5220 Rackmount Server

A Sun licencelte a T2 processzort a Themis Computer-nek, amely 2008-ban mutatta be első nem-Sun T2 alapú szervereit:
- Themis T2BC Blade Server, amely támogatja az egész IBM BladeCenter sasszi-családot[2]

## UltraSPARC T2+ változások
2008 áprilisában a Sun kibocsátotta UltraSPARC T2 Plus „Victoria Falls” processzoros szervereit, ami egy SMP-re képes UltraSPARC T2 verzió.
A Sun UltraSPARC T2 Plus processzoraiban az alábbi változtatásokat vezette be:
- 2 vagy 4 processzoros konfigurációban való használat (az első multiprocesszoros képességekkel rendelkező CoolThreads processzor)
- Hiányzik a lapkára integrált beágyazott 10 gigabites Ethernet vezérlő

## T2+ rendszerek
A T2+ processzor a Sun és a Fujitsu Computer Systems következő termékeiben található:
UltraSPARC T2 Plus processzorok az alábbi kétutas SMP szerverekben találhatók:
- Sun/Fujitsu/Fujitsu Siemens SPARC Enterprise T5140
- Sun/Fujitsu/Fujitsu Siemens SPARC Enterprise T5240

UltraSPARC T2 Plus processzorok az alábbi négyutas SMP szerverben találhatók:
- Sun/Fujitsu/Fujitsu Siemens SPARC Enterprise T5440

## T2 Plus számítási klaszter
A kanadai High Performance Computing Virtual Laboratory (HPCVL, kb. nagyteljesítményű számítások virtuális laboratóriuma) egy 78 Sun SPARC Enterprise T5140 szerverből álló számítási klasztert épített. Minden T5140 szerverben két 1,2 GHz T2 Plus csip található, így a klaszter közel 10 000 számítási szálat kezelhet, ami alkalmassá teszi nagy átbocsátóképességű munkafolyamatok végzésére.

## Virtualizáció
A T1-hez hasonlóan, a T2 is támogatja a Hyper-Privileged – hiperprivilegizált végrehajtási módot. A SPARC Hypervisor ebben az üzemmódban fut; a T2 rendszert 64 logikai tartományra, a kétutas SMP T2 Plus rendszert 128 logikai tartományra osztja, amelyek mindegyike képes egy operációs rendszer példány futtatására.

## Teljesítményjavulás a T1-hez képest
Az UltraSPARC T2 számos teljesítménynövelő javítással rendelkezik a T1 processzorhoz képest:
- Fixpontos adatátviteli sebesség és adatátviteli sebesség/watt (>2x javulás)
- Fixpontos egyszálas teljesítmény (>1,4x javulás)
- Jobb lebegőpontos adatátviteli sebesség (>10x javulás)
- Jobb lebegőpontos egyszálas teljesítmény (>5x javulás)
- Megnövelt kriptográfiai teljesítmény a kriptográfiai magokba épített további kiegészítő rejtjelezési algoritmusokkal
- Két világrekord egycsipes SPEC CPU eredmény, 78,5 SPECint_rate2006 és 62,3 SPECfp_rate2006 teszteredménnyel

További UltraSPARC T2 teljesítmény-tárgyú javítások olvashatók az Oracle mérnökök blogjain.

## Energiafelhasználás
A processzor maximális energiafelhasználása 123 watt lehet, de a T2 jellemző fogyasztása 95 watt a normális rendszerműködés alatt. Ez nagyobb, mint a T1 72 wattos fogyasztása. A Sun szerint ez a magasabb rendszerintegráció következménye.

## A kiadások története
2006. április 12-én a Sun bejelentette az UltraSPARC T2 tape-out-ját.
2007. augusztus 7-én a Sun bejelentette a T2 kibocsátását, amely szerinte „a világ leggyorsabb mikroprocesszora”.
2008. április 9-én a Sun bejelentette az UltraSPARC T2 Plus típust.

## Nyílt kialakítás
2007. december 11-én a Sun a GNU General Public License hatálya alá helyezte és nyilvánosan elérhetővé tette az UltraSPARC T2 processzor kialakítás terveit az OpenSPARC projekt keretében. A közzétett információ a következőket tartalmazza:
- A kialakítás Verilog RTL forráskódja
- Vizsgálati környezet
- Diagnosztikai tesztek
- Nyílt forrású eszközök, szkriptek és a Sun belső eszközei a kialakítás szimulációjához
- ISA specifikáció (UltraSPARC Architecture 2007)
- Solaris 10 operációs rendszer szimulációs lemezképek

## Fordítás
Ez a szócikk részben vagy egészben  az   UltraSPARC T2 című angol Wikipédia-szócikk ezen változatának fordításán alapul.  Az eredeti cikk szerkesztőit annak laptörténete sorolja fel. Ez a jelzés csupán a megfogalmazás eredetét és a szerzői jogokat jelzi, nem szolgál a cikkben szereplő információk forrásmegjelöléseként.